# آگنیشگا گلینسکا
آگنیشگا گلینسکا (لهستانی: Agnieszka Glińska؛ زادهٔ ۱۸ فوریه ۱۹۶۸) بازیگر و کارگردان نمایش اهل لهستان است. وی دانش‌آموختهٔ آکادمی ملی هنرهای نمایشی الکساندر زلوروویچ در ورشو است و در حال حاضر مدرس بازیگری در آکادمی ملی هنرهای نمایشی آ.س.ت. در کراکوف است.
از فیلم‌ها یا مجموعه‌های تلویزیونی که وی در آن‌ها نقش داشته است، می‌توان به کارگزار من، هنرمندان، ۱۹۸۳ و کاتین اشاره نمود.